# Vila do Conde
Vila do Conde es una ciudad portuguesa del distrito de Oporto, Región estadística del Norte (NUTS II) y comunidad intermunicipal de Gran Área Metropolitana de Oporto, con 80 831 habitantes (2021) en su municipio, de los cuales unos 30 000 residen en su núcleo central.
Es sede de un municipio con 149,31 km² de área subdividido en veintiuna freguesias. El municipio limita al norte con el municipio de Póvoa de Varzim, al este con Vila Nova de Famalicão y Trofa, al sur con Maia y Matosinhos y al oeste con el océano Atlántico.

## Demografía
| Gráfica de evolución demográfica de Vila do Conde entre 1864 y 2021 |
|                                                                     |
| Datos según el nomenclátor publicado por el INE portugués.          |

## Organización territorial
El municipio de Vila do Conde está formado por veintiuna freguesias:
- Árvore
- Aveleda
- Azurara
- Bagunte, Ferreiró, Outeiro Maior e Parada
- Fajozes
- Fornelo e Vairão
- Gião
- Guilhabreu
- Junqueira
- Labruge
- Macieira da Maia
- Malta e Canidelo
- Mindelo
- Modivas
- Retorta e Tougues
- Rio Mau e Arcos
- Touguinha e Touguinhó
- Vila Chã
- Vila do Conde
- Vilar e Mosteiró
- Vilar de Pinheiro

## Industria

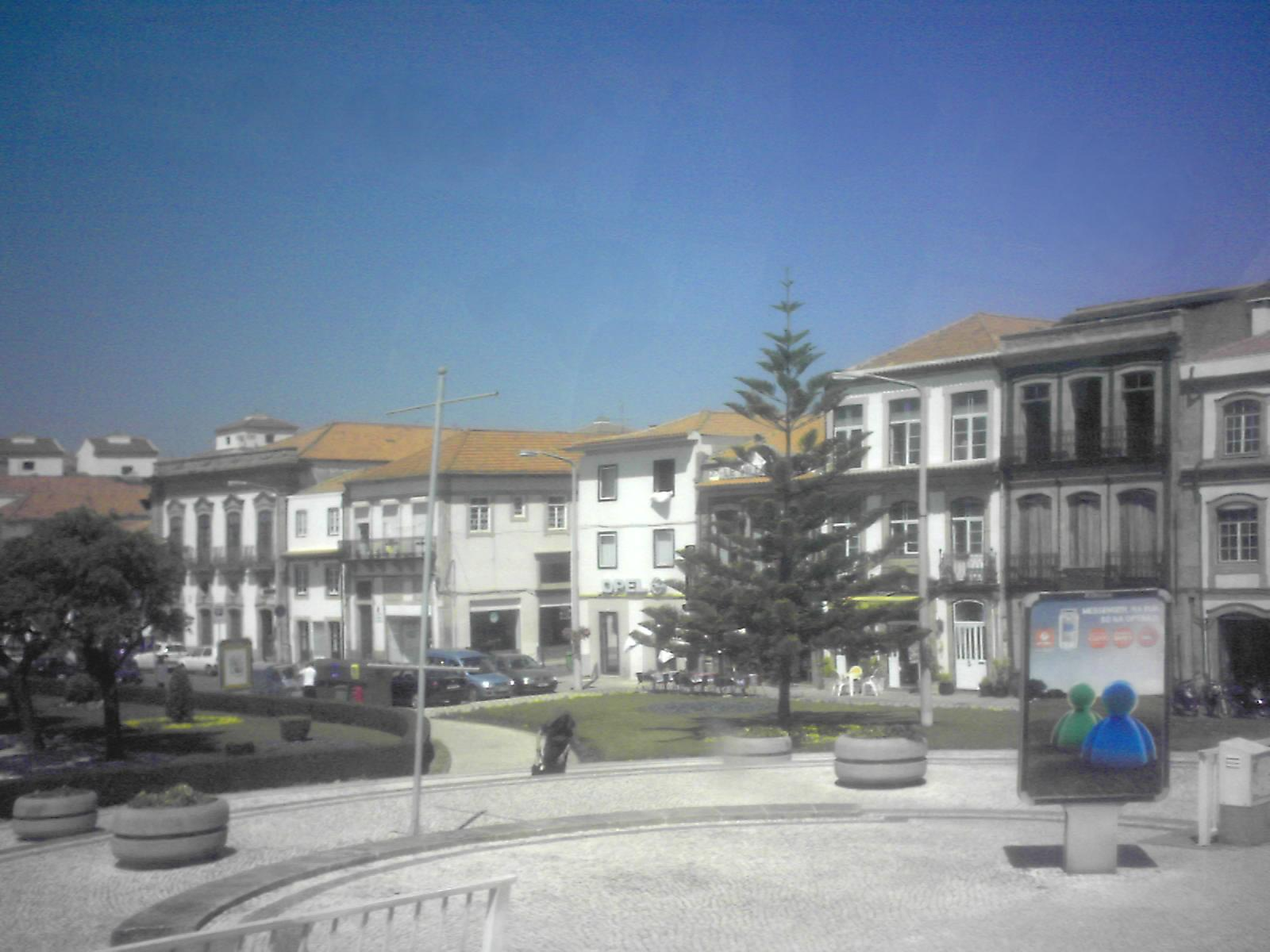
Centro de Vila do Conde.

En la freguesia de Fajozes está la sede de la histórica industria cosmética Ach. Brito, fundada en Oporto en 1887.

## Transporte
El crecimiento de la población del municipio, ha hecho que se ampliase la red del Metro do Porto hasta la localidad. Los servicios son prestados por la línea B. El metro tiene paradas en diferentes puntos de la localidad.

## Patrimonio
- Iglesia Matriz de Vila do Conde